# Carl von Friesen

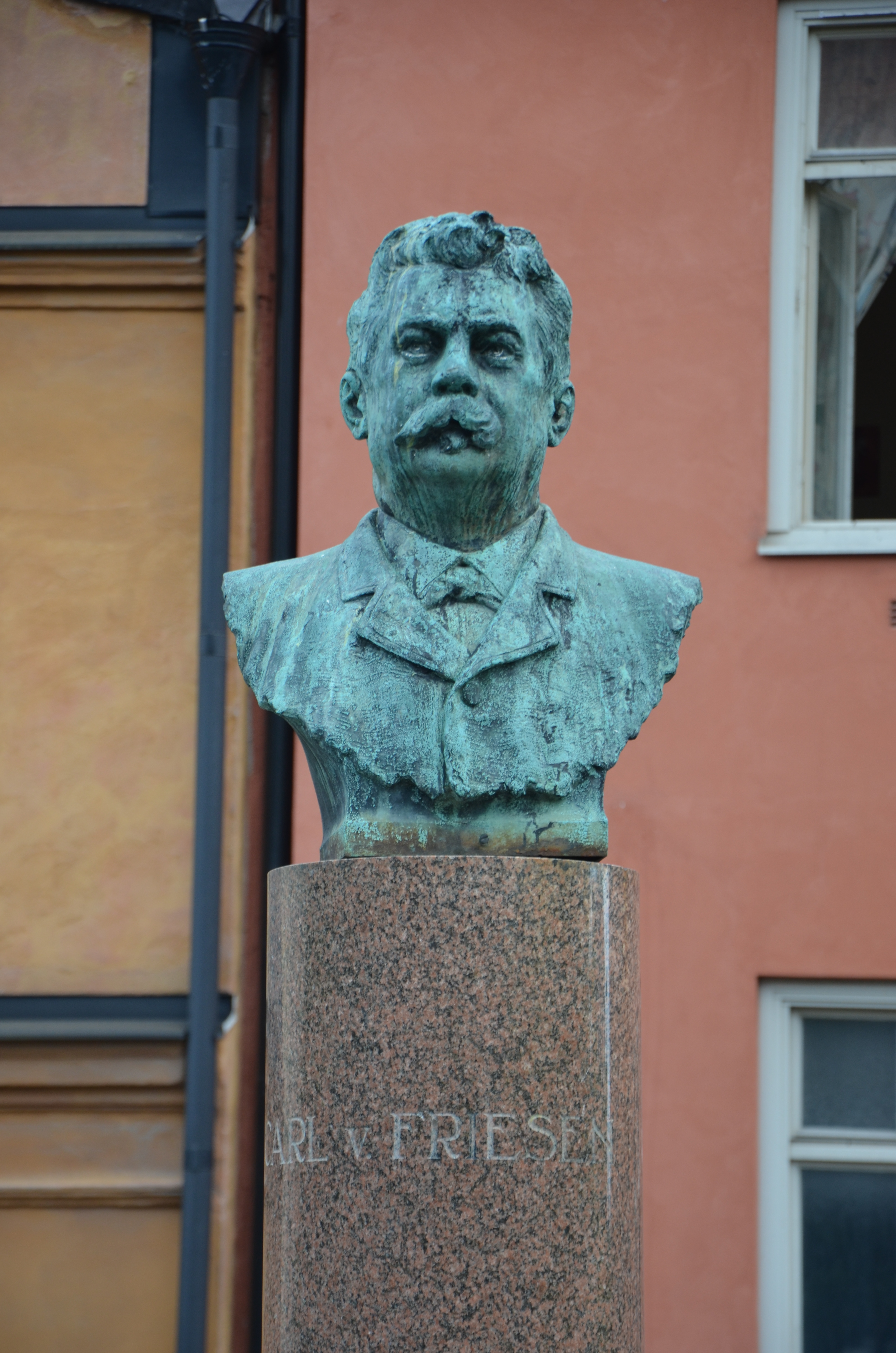
Byst modellerad av John Börjeson på Södra Latins skolgård i Stockholm.

Carl Sebastian von Friesen (i riksdagen kallad von Friesen i Stockholm), född den 10 september 1846 i Hökhuvud, död 10 juni 1905 i Stockholm, var en svensk skolman och politiker (ecklesiastikminister från 1902 till 1905). Han var bror till Sixten von Friesen och farfars bror till Bertil von Friesen.

## Biografi
Carl von Friesen var son till kontraktsprosten Fredrik von Friesen och Justina Elisabet Brolin. Han blev 1863 student vid Uppsala universitet, där han studerade humaniora samt 1868 avlade filosofie kandidatexamen och 1869 promoverades till filosofie doktor. Efter tjänstgöring vid Stockholms gymnasium sedan 1868 utnämndes han 1879 till lektor i latin och grekiska vid Södermalms högre allmänna läroverk och var 1884–1902 rektor där (en byst av honom står på skolgården).
Åren 1881–1886 var han ledare av den teoretiska provårskursen i Stockholm, tillhörde 1885-90 överstyrelsen för Stockholms stads folkskolor samt var 1889-99 ledamot av direktionen för Tomtebodaskolan och 1891–1902 ledamot av direktionen för Stockholms stads undervisningsverk. Han var sekreterare i 1878–1879 års lärarexamenskommitté och i 1882–1884 års läroverkskommitté samt vice ordförande i 1899–1902 års läroverkskommitté med mera.
Åren 1888–1902 var von Friesen ledamot av Stockholms stadsfullmäktige och därunder från 1892 ledamot av drätselnämndens första avdelning. Av stadsfullmäktige insattes han 1896 i riksdagens första kammare, och när Erik Gustaf Boström 5 juli 1902 bildade sin andra ministär, blev von Friesen statsråd och chef för ecklesiastikdepartementet, en befattning han innehade till sin död.
Bland von Friesens skrifter märks förutom doktorsavhandlingen Jemförande framställning af de olika åsigterna om det sublima (1869) skolprogrammen Horatius och Kellgren (1870), M. Valerius Martialis (1875), samt De vita et scriptis M. Annaæi Lucani (1879) även översättningarna och bearbetningarna av Woldemar Kadens Schweiz (1882) och Sigurd Müllers Handbok i verldslitteraturens historia (1883).

### Familj
von Friesen gifte sig 1876 med Elin Marta Lovisa Ahlborn (1856–1878), dotter till ornamentsbildhuggaren Karl Henrik Fredrik Martin Ahlborn och medalj- och myntgravören Lea Lundgren. Paret von Friesen fick ett barn, Elsa, född 1877. Makarna von Friesen är begravda på Norra begravningsplatsen utanför Stockholm.

## Utmärkelser
- Kommendör av första klassen av Nordstjärneorden, 15 maj 1903.[3]
- Riddare av Nordstjärneorden, 1891.[4]